# Simi Singh
Simranjit „Simi“ Singh (Panjabi ਸਿਮਰਨਜੀਤ "ਸਿਮੀ" ਸਿੰਘ; * 4. Februar 1987 in Bathlana, Distrikt Sahibzada Ajit Singh Nagar, Punjab, Indien) ist ein irischer Cricketspieler, der seit 2017 für die irische Nationalmannschaft spielt.

## Kindheit und Ausbildung
Er wuchs in der Nähe des Punjab Cricket Association IS Bindra Stadium in Sahibzada Ajit Singh Nagar (Mohali) auf und trat der dortigen Cricket-Akademie im jungen Alter bei. Er durchlief die Altersklassen von Punjab, scheiterte jedoch bei dem Versuch in deren U19-Team aufgenommen zu werden. Nachdem er in Indien keine Chance für eine Cricket-Karriere gesehen hatte, ging er 2005 als 18-Jähriger nach Irland, um Hotel-Management zu studieren. Dort trat er 2006 dem Malahide Cricket Club bei.

## Aktive Karriere
Sein ODI-Debüt gab er im Mai 2017 bei einem heimischen Drei-Nationen-Turnier gegen Neuseeland. Daraufhin etablierte er sich im Team und konnte beim ICC Cricket World Cup Qualifier 2018 gegen die Vereinigten Arabischen Emirate 3 Wickets für 15 Runs und gegen Afghanistan 3 Wickets für 30 Runs erzielen. Im Juni 2008 gab er dann sein Debüt im Twenty20-Cricket in den Niederlanden, wobei er 3 Wickets für 23 Runs beim Bowling, sowie ein Half-Century über 57* Runs erreichte. Bei einem Vier-Nationen-Turnier in Oman gelang ihm gegen den Gastgeber 3 Wickets für 15 Runs. Beim ICC Men’s T20 World Cup Qualifier 2019 erreichte er gegen Namibia 3 Wickets für 25 Runs beim Spiel um den dritten Platz, wofür er als Spieler des Spiels ausgezeichnet wurde.
Im Januar 2020 erzielte er in der ODI-Serie in den West Indies 3 Wickets für 48 Runs. Im Januar 2021 erzielte er in den Vereinigten Arabischen Emiraten neben einem Fifty über 54* Runs sein erstes Five-for mit 5 Wickets für 10 Runs und wurde dafür als Spieler des Spiels ausgezeichnet. Kurz darauf gelangen ihm gegen Afghanistan 3 Wickets für 37 Runs. Im Sommer 2021 folgten 3 Wickets für 29 Runs in den Niederlanden. Beim ICC Men’s T20 World Cup 2021 konnte er nicht überzeugen und erzielte in seinen drei Einsätzen kein Wicket. Bei einem Vier-Nationen-Turnier und dem ICC Men’s T20 World Cup Global Qualifier Group A 2022 im Februar 2022 die jeweils in Oman ausgetragen wurden, erzielte er gegen den Gastgeber zwei Mal drei Wickets (3/9 und 3/20). Er wurde dann für den Kader beim ICC Men’s T20 World Cup 2022 nominiert und erzielte dort als beste Leistung 2 Wickets für 31 runs gegen Simbabwe. In der Folge wurde er nicht mehr im Team berücksichtigt und spielte im irischen Cricket für Leinster. Im Sommer 2024 erkrankte er schwer und ging für die medizinische Behandlung nach Indien zurück. Dort benötigte er eine Lebertransplantation.